# John Niklasson
John Henry Bolin Niklasson, född 6 juni 1923 i Öddö, död 24 september 2006 i Strömstad, var en svensk roddare. Han tävlade för Strömstads RK.
Niklasson tävlade i åtta med styrman för Sverige vid olympiska sommarspelen 1952 i Helsingfors.